# Suffrage féminin au Québec au XIXe siècle
En 1791, l’Acte constitutionnel adoptée par le Parlement de Grande-Bretagne permet à tous les sujets du Bas-Canada (Québec actuel) de voter, femmes incluses. Des tentatives pour exclure les femmes de la liste des électeurs se manifestent en 1834, mais ce n’est qu’en 1849 que le suffrage féminin est officiellement aboli par le gouvernement de Louis-Hippolyte La Fontaine et Robert Baldwin.

## Le droit de vote avant 1834

### L'Acte constitutionnel de 1791
À la suite de la guerre d’Indépendance des États-Unis d’Amérique, des dizaines de milliers de loyalistes sont venus dans la province de Québec. Les nouveaux arrivants exigent du gouvernement anglais de créer des institutions parlementaires, ce qui leur est accordé en 1791 avec l’Acte constitutionnel. L’Angleterre divise alors la province en deux territoires : le Haut-Canada, au sud de l’Ontario actuel, et le Bas-Canada, au sud du Québec actuel. Les deux territoires sont pourvus d’institutions politiques. L’Acte constitutionnel permet aux sujets britanniques du Bas-Canada de voter à condition de respecter les critères suivants : être âgé d’au moins 21 ans, ne jamais avoir été condamné pour un acte criminel grave et posséder ou louer une ou des propriétés d’une certaine valeur. Aucune de ces conditions ne précise qu’il faut être de sexe masculin. À cette époque, les femmes perdaient tout droit de propriété lorsqu’elles se mariaient ; l'Acte permet donc aux femmes propriétaires non mariées ou veuves du Bas-Canada de voter. À l’époque, elles étaient les seules de l’Empire britannique à bénéficier régulièrement de ce droit.

### AuXIXesiècle
Bien que les femmes pouvaient voter, la conception dominante selon laquelle celles-ci devaient rester au foyer et loin des affaires politiques faisait en sorte que ce droit n’était pas reconnu de tous. Certains fonctionnaires chargés des élections leur interdisaient certainement de voter en raison de leur sexe, comme le montre le fait que le nombre de votantes peut être nul dans certains comtés, et relativement important dans d'autres. Ces refus ont suscité en 1828 une pétition d'électeurs qui argumentent que le fondement du droit est « la propriété et non la personne ».

## La tentative de retrait en 1834

### Les causes
Plusieurs causes peuvent expliquer pourquoi on désire interdire le suffrage féminin au Bas-Canada. L’élection particulièrement violente à Montréal en 1832 a grandement influencé la décision du parti alors au pouvoir, le Parti patriote. Les membres de celui-ci jugeaient que les lieux de votations étaient des lieux trop dangereux pour la gent féminine. De plus, l’idée du rôle de chaque sexe, soit les femmes au foyer et les hommes sur la place publique, devenait de plus en plus ancrée dans les esprits occidentaux aux XVIIIe et XIXe siècles. Cette transformation des rapports de genre s’accentue davantage entre 1820 et 1850. À l’époque, ceux qui s’opposent au suffrage féminin remettent en question la capacité des femmes de pouvoir voter sans subir l’influence de leurs pères ou leurs maris. De la sorte, ils croient que les femmes sont inaptes à faire un choix éclairé, ce qui peut grandement mettre la démocratie en danger, d’où la nécessité de les empêcher de voter. Enfin, une dernière cause possible pour expliquer l’opposition fervente de Louis-Joseph Papineau, chef du Parti patriote, au droit de vote féminin est que dans les élections précédentes, les femmes avaient massivement voté contre les patriotes. Elles formaient alors la plus grande opposition au Parti patriote.

### La tentative
John Neilson, un député moins radical que les patriotes, a tenté de soumettre un projet de loi pour interdire le suffrage féminin. Le chef du parti patriote, Louis-Joseph Papineau, vient appuyer ce projet de loi en déclarant en 1834 qu’il est « juste de [détruire le droit de vote des femmes] » au nom de « l’intérêt public, la décence [et] la modestie du sexe ». Par cette remarque, il est possible de constater l’idéologie des rôles des sexes dans le monde politique du Bas-Canada. Toutefois, la demande est rejetée par les autorités britanniques, non pas pour défendre les droits des femmes, mais pour d’autres motifs.

### L'opposition
Ce projet de loi et cette déclaration de Papineau ne font pas l'unanimité. En effet, en 1834, une abonnée anonyme de La Minerve s’insurge contre ces déclarations. Elle demande aux patriotes de reconnaître l’égalité des sexes comme étant l’une des valeurs uniques de la nation canadienne-française. Quelques années plus tard, un journal va même jusqu’à publier une étude qui déplore l’absence des femmes de la sphère politique. Malgré la conception grandissante de la séparation des sexes, qui se traduit par une opposition de plus en plus forte à leur suffrage, les femmes continuent de voter. Il est possible de détecter une première étincelle féministe en réponse à cette tentative d’interdite le droit de vote féminin.

## Le retrait officiel en 1849

### L’article XLVI
Dans les statuts provinciaux du Canada de 1849, l’article XLVI retire le droit de vote aux femmes de façon officielle. Cet article stipule que « […] aucune femme n’aura le droit de voter à aucune telle élection, soit pour un comté ou riding, soit pour aucune des dites cités ou villes ». De la sorte, le suffrage féminin est officiellement interdit dans toute la province du Canada sous le gouvernement réformiste de Louis-Hippolyte La Fontaine et Robert Baldwin. Proche de Papineau lors des révoltes de 1837-1838, La Fontaine partageait beaucoup d’idées des patriotes, notamment concernant le nationalisme canadien-français.

### Les réactions
L’adoption de l’article XLVI se fait presque sans opposition. Cette absence de réactions contraste avec celles des années 1830. Pour expliquer ce phénomène, il est possible de faire un rappel à l’idéologie des rôles des sexes ; les hommes dans la sphère publique, les femmes dans la sphère privée. Les femmes avaient adopté elles aussi cette conception du monde politique. La citoyenneté devient alors un domaine exclusivement masculin. Les revendications pour retrouver ce droit n’apparaissent pas concrètement avant 1893, soit au début de la première vague féministe. Cette date est marquée par la création du Conseil local des femmes de Montréal.